# Hárisz Gramósz
Hárisz Gramósz, görögül: Χάρης Γραμμός (Mitilíni, 1948. augusztus 22. –) görög labdarúgó, középpályás.

## Pályafutása
1966 és 1976 között a Panathinaikósz, 1976–77-ben az Olimbiakósz labdarúgója volt. A Panathinaikósszal három bajnoki címet és két görögkupa-győzelmet ért el. Tagja volt az 1970–71-es idényben BEK-döntős csapatnak.

## Sikerei, díjai
Panathinaikósz
- Görög bajnokság
  - bajnok (3): 1968–69, 1969–70, 1971–72
- Görög kupa
  - győztes (2): 1967, 1969
- Bajnokcsapatok Európa-kupája (BEK)
  - döntős: 1970–71